# Jennifer Brundage
Pour les articles homonymes, voir Brundage.
Jennifer Brundage (Orange, 27 juin 1973 - ) est une joueuse de softball américaine. Elle remporta en 2000 une médaille d'or en softball aux Jeux olympiques de Sydney avec l'équipe américaine de softball.